# 19 (canción)
«19» es un tema musical del artista británico Paul Hardcastle, destacado teclista y productor con sede en Londres, Inglaterra. El tema fue  publicado como primer sencillo de su tercer álbum de estudio Paul Hardcastle (1985).
Contiene un fuerte mensaje antibélico. El número se refiere a la edad promedio de los combatientes en la Guerra de Vietnam.
Esta canción fue un gran éxito comercial en varios países. En EE. UU. consiguió llegar al puesto número 15 de BillboardHot100 Singles Chart tras entrar en la lista el 22 de junio de 1985.